# Sezai Temelli
Sezai Temelli, né en 1963, est un homme politique turc d’origine kurde, président du parti démocratique des peuples (HDP) en Turquie, depuis le 11 février 2018, au  côté de la présidente Pervin Buldan. Auparavant membre du Parlement de la deuxième circonscription d' Istanbul, de juin à novembre 2015, il devient ensuite président du HDP lors du 3ème congrès ordinaire du parti , il était vice-président chargé de la politique économique.

## Biographie

### Jeunesse et carrière
Temelli naît à Istanbul, il est diplômé de la branche finance de la faculté d'économie de l'université d'Istanbul. Il termine ensuite son PhD là-bas. Il devient ensuite conférencier en sciences politiques et politiques publiques, spécialisé dans la finance.

### Carrière politique
Temelli est un membre fondateur du Parti démocratique des peuples (HDP).  Vice-président du parti chargé de la politique économique, il devient président. Lors du congrès ordinaire du HDP tenu le 11 février 2018, il est élu président du HDP au côté de Pervin Buldan, qui est élue présidente. Les deux candidats sont élus sans opposition.
Temelli  est élu député HDP de la Deuxième circonscription électorale de la province d'Istanbul aux élections législatives de juin 2015. Il perd son siège aux élections législatives de novembre 2015., 
En octobre 2019, il est la cible d'une enquête pour « propagande terroriste » après avoir dénoncé l'invasion des régions kurdes de Syrie par l'armée turque.